# Berberis quinduensis
Berberis quinduensis är en berberisväxtart som beskrevs av Carl Sigismund Kunth. Berberis quinduensis ingår i släktet berberisar, och familjen berberisväxter. Inga underarter finns listade i Catalogue of Life.